# Spetsvingad malmätare
Spetsvingad malmätare (Eupithecia conterminata) är en fjärilsart som beskrevs av Philipp Christoph Zeller 1946. Spetsvingad malmätare ingår i släktet Eupithecia och familjen mätare. Arten är reproducerande i Sverige. Inga underarter finns listade i Catalogue of Life.